# Hussein, príncipe heredero de Jordania
Hussein, príncipe heredero de Jordania (Amán, 28 de junio de 1994) es el hijo mayor de los reyes Abdalá II de Jordania y Rania, por lo tanto, es el primero en la línea de sucesión al trono de Jordania y príncipe heredero desde el ascenso al trono de su padre en 1999.

## Biografía

### Nacimiento
Hussein bin Al Abdalá nació el 28 de junio de 1994 en Amán, Jordania, en el Centro médico rey Hussein, como primogénito en aquel momento de los príncipes de Jordania, Abdalá y Rania y sexto nieto del rey Husein I y Antoinette Avril Gardiner. Tiene dos hermanas: la princesa Iman, la princesa Salma y un hermano, el príncipe Hashem.

### Educación primaria y secundaria
Hussein comenzó su educación primaria en la Escuela Internacional de Choueifat en Amán, Jordania y la Academia Internacional de Amán. Terminó su escuela secundaria en King's Academy en Amán, Jordania.

### Educación Superior
En 2016 se graduó de la Universidad de Georgetown con un título en Historia Internacional.

### Carrera militar
En 2017, se graduó en la Real Academia Militar de Sandhurst. Actualmente es mayor en las Fuerzas Armadas de Jordania.

## Príncipe de Jordania
El príncipe Abdalá no esperaba que subiera al trono a pesar de ser el hijo mayor del rey Hussein I; el rey había nombrado a su hermano menor el príncipe Hassan bin Talal como heredero designado en 1965. Poco antes de su muerte el 7 de febrero de 1999, el Rey reemplazó al príncipe Hassan bin Talal con Príncipe Abdalá. Cuando el Príncipe Abdalá se convirtió en rey, nombró a su medio hermano menor, el príncipe Hamzah bin Al Hussein, como su heredero designado en su adhesión. El 28 de noviembre de 2004, el rey Abdalá II de Jordania retiró al príncipe Hamzah bin Al Hussein de su título de príncipe heredero. Aunque el título de príncipe heredero quedó vacante, la Constitución del Reino Hachemita de Jordania proporciona primogenitura agnática, lo que significa que el hijo mayor del monarca es automáticamente el primero en la línea de Sucesión al trono de Jordania a menos que se decida lo contrario. Hussein se convirtió así en el príncipe heredero tan pronto como su medio tío perdió el estatus, y los analistas esperaban ampliamente que el Rey otorgara el título formal a Hussein. El título fue conferido el 2 de julio de 2009, cuando se emitió un decreto real que lo nombraba príncipe heredero, con vigencia inmediata.

## Compromisos reales
A diferencia del Rey, el papel del príncipe heredero es principalmente ceremonial según la Constitución y el título no está asociado con ningún cargo político. Hussein realizó su primer compromiso oficial en junio de 2010, cuando representó a su padre en las celebraciones del aniversario de la Rebelión árabe y el día de las fuerzas armadas. Hussein ha acompañado a su padre en misiones oficiales y militares, y ha servido varias veces como Príncipe regente de Jordania durante la ausencia del rey en el país. En 2013, participó en una sesión de entrenamiento con los miembros de la élite de las fuerzas especiales jordanas 71st Special Battalion. El 14 de julio de 2014, Hussein visitó el Centro médico rey Hussein en Amán donde algunos palestinos heridos que huyeron de Franja de Gaza estaban recibiendo tratamiento médico. El 23 de abril de 2015, el príncipe Hussein de entonces 20 años se convirtió en la persona más joven en presidir una sesión del Consejo de Seguridad de las Naciones Unidas. Durante la reunión, el príncipe supervisó un debate sobre los métodos para evitar que los jóvenes se unan a grupos extremistas. En mayo de 2017, Hussein pronunció el discurso de bienvenida durante una sesión del Foro Económico Mundial que se celebró en las costas jordanas del Mar Muerto. En septiembre de 2017, después de haberse graduado de Sandhurst, pronunció el discurso de Jordania en la Asamblea General de la Organización de las Naciones Unidas.

## Actividades

### Organizaciones que apoya
Hussein está a cargo de la Fundación Crown Prince, que es responsable de una universidad técnica y de varias iniciativas científicas y humanitarias. La fundación estableció la iniciativa Haqiq, cuyo objetivo es alentar a los jóvenes para el voluntariado; un programa de pasantías de la NASA; Iniciativa MASAR para fomentar la innovación en tecnología espacial; y la iniciativa Audiencia sin Fronteras que financia implantes cocleares para jordanos con problemas de audición. Los pasantes del programa de la NASA han comenzado a construir un cubesat llamado JY1, el primer satélite de Jordania programado para lanzarse en 2018. El proyecto cubesat lleva el nombre del difunto indicativo de radio aficionado del Rey Hussein I.

## Matrimonio y descendencia
El 17 de agosto de 2022, la Casa Real anunció que el príncipe heredero contraería matrimonio el 1 de junio de 2023 con Rajwa Al Saif, una arquitecta de Arabia Saudita, hija del jeque Khaled bin Musaed bin Saif bin Abdulaziz Al Saif y de la jequesa Azza bint Nayef bin Abdulaziz bin Ahmed Al Sudairi (hija de un primo hermano materno del rey Salmán de Arabia Saudita). La boda se celebró en el Palacio de Zahran.
El 10 de abril de 2024, la Corte Real Hachemita anunció que el príncipe heredero Hussein y la princesa Rajwa esperaban su primer bebé para el verano. El 3 de agosto de 2024 nació la princesa Iman, primera hija de los príncipes herederos, en Amán.

## Títulos y tratamientos
| ● 28 de junio de 1994-2 de julio de 2009: | Su alteza real el príncipe Hussein de Jordania  |
| ● 2 de julio de 2009-presente:            | Su alteza real el príncipe heredero de Jordania |

## Distinciones honoríficas
Nacionales
- Caballero Gran Cordón de la Orden de la Independencia.
- Medalla de la Orden del Estado Centenario.

Extranjeras
- Miembro de Primera Clase de la Orden del Renacimiento del Rey Hamad (Reino de Baréin, 05/02/2019).[8]
- Caballero Gran Cruz de la Orden de San Olaf (Reino de Noruega, 02/03/2020).[9]
- Comendador Gran Cruz de la Orden de la Estrella Polar[10] (Reino de Suecia, 15/11/2022).

## Ancestros
|  |                                                                    |  |  |  |  |  |  |  |  |  |  |  |  |  |  |  |
|  | 16. Rey Abdalá I de Jordania                                       |  |  |  |  |  |  |  |  |  |  |  |  |  |  |  |
|  |                                                                    |  |  |  |  |  |  |  |  |  |  |  |  |  |  |  |
|  |                                                                    |  |  |  |  |  |  |  |  |  |  |  |  |  |  |  |
|  | 8. Rey Talal I de Jordania                                         |  |  |  |  |  |  |  |  |  |  |  |  |  |  |  |
|  |                                                                    |  |  |  |  |  |  |  |  |  |  |  |  |  |  |  |
|  |                                                                    |  |  |  |  |  |  |  |  |  |  |  |  |  |  |  |
|  | 17. Musbah bint Nasser, Jerifa de La Meca                          |  |  |  |  |  |  |  |  |  |  |  |  |  |  |  |
|  |                                                                    |  |  |  |  |  |  |  |  |  |  |  |  |  |  |  |
|  |                                                                    |  |  |  |  |  |  |  |  |  |  |  |  |  |  |  |
|  | 4. Rey Husein I de Jordania                                        |  |  |  |  |  |  |  |  |  |  |  |  |  |  |  |
|  |                                                                    |  |  |  |  |  |  |  |  |  |  |  |  |  |  |  |
|  |                                                                    |  |  |  |  |  |  |  |  |  |  |  |  |  |  |  |
|  | 18. Jamal 'Ali bin Nasser, Jerife de La Meca, Gobernador de Hauran |  |  |  |  |  |  |  |  |  |  |  |  |  |  |  |
|  |                                                                    |  |  |  |  |  |  |  |  |  |  |  |  |  |  |  |
|  |                                                                    |  |  |  |  |  |  |  |  |  |  |  |  |  |  |  |
|  | 9. Zein bint Jamil 'Ali, Jerifa de La Meca                         |  |  |  |  |  |  |  |  |  |  |  |  |  |  |  |
|  |                                                                    |  |  |  |  |  |  |  |  |  |  |  |  |  |  |  |
|  |                                                                    |  |  |  |  |  |  |  |  |  |  |  |  |  |  |  |
|  | 19. Wijdan Shakir Pasha                                            |  |  |  |  |  |  |  |  |  |  |  |  |  |  |  |
|  |                                                                    |  |  |  |  |  |  |  |  |  |  |  |  |  |  |  |
|  |                                                                    |  |  |  |  |  |  |  |  |  |  |  |  |  |  |  |
|  | 2. Rey Abdalá II de Jordania                                       |  |  |  |  |  |  |  |  |  |  |  |  |  |  |  |
|  |                                                                    |  |  |  |  |  |  |  |  |  |  |  |  |  |  |  |
|  |                                                                    |  |  |  |  |  |  |  |  |  |  |  |  |  |  |  |
|  | 20. Arthur Gardiner                                                |  |  |  |  |  |  |  |  |  |  |  |  |  |  |  |
|  |                                                                    |  |  |  |  |  |  |  |  |  |  |  |  |  |  |  |
|  |                                                                    |  |  |  |  |  |  |  |  |  |  |  |  |  |  |  |
|  | 10. (Coronel) Walter Percy Gardiner                                |  |  |  |  |  |  |  |  |  |  |  |  |  |  |  |
|  |                                                                    |  |  |  |  |  |  |  |  |  |  |  |  |  |  |  |
|  |                                                                    |  |  |  |  |  |  |  |  |  |  |  |  |  |  |  |
|  | 21. Mabel Jane Tovell                                              |  |  |  |  |  |  |  |  |  |  |  |  |  |  |  |
|  |                                                                    |  |  |  |  |  |  |  |  |  |  |  |  |  |  |  |
|  |                                                                    |  |  |  |  |  |  |  |  |  |  |  |  |  |  |  |
|  | 5. Antoinette Avril Gardiner                                       |  |  |  |  |  |  |  |  |  |  |  |  |  |  |  |
|  |                                                                    |  |  |  |  |  |  |  |  |  |  |  |  |  |  |  |
|  |                                                                    |  |  |  |  |  |  |  |  |  |  |  |  |  |  |  |
|  | 22. Arthur Sutton                                                  |  |  |  |  |  |  |  |  |  |  |  |  |  |  |  |
|  |                                                                    |  |  |  |  |  |  |  |  |  |  |  |  |  |  |  |
|  |                                                                    |  |  |  |  |  |  |  |  |  |  |  |  |  |  |  |
|  | 11. Doris Elizabeth Sutton                                         |  |  |  |  |  |  |  |  |  |  |  |  |  |  |  |
|  |                                                                    |  |  |  |  |  |  |  |  |  |  |  |  |  |  |  |
|  |                                                                    |  |  |  |  |  |  |  |  |  |  |  |  |  |  |  |
|  | 23. Dora Elizabeth Alderton                                        |  |  |  |  |  |  |  |  |  |  |  |  |  |  |  |
|  |                                                                    |  |  |  |  |  |  |  |  |  |  |  |  |  |  |  |
|  |                                                                    |  |  |  |  |  |  |  |  |  |  |  |  |  |  |  |
|  | 1. Príncipe Hussein de Jordania                                    |  |  |  |  |  |  |  |  |  |  |  |  |  |  |  |
|  |                                                                    |  |  |  |  |  |  |  |  |  |  |  |  |  |  |  |
|  |                                                                    |  |  |  |  |  |  |  |  |  |  |  |  |  |  |  |
|  | 6. Dr. Faisal Sidqi Al Yassin                                      |  |  |  |  |  |  |  |  |  |  |  |  |  |  |  |
|  |                                                                    |  |  |  |  |  |  |  |  |  |  |  |  |  |  |  |
|  |                                                                    |  |  |  |  |  |  |  |  |  |  |  |  |  |  |  |
|  | 3. Rania Al Yassin                                                 |  |  |  |  |  |  |  |  |  |  |  |  |  |  |  |
|  |                                                                    |  |  |  |  |  |  |  |  |  |  |  |  |  |  |  |
|  |                                                                    |  |  |  |  |  |  |  |  |  |  |  |  |  |  |  |
|  | 28. Ibrahim Al Rasikh                                              |  |  |  |  |  |  |  |  |  |  |  |  |  |  |  |
|  |                                                                    |  |  |  |  |  |  |  |  |  |  |  |  |  |  |  |
|  |                                                                    |  |  |  |  |  |  |  |  |  |  |  |  |  |  |  |
|  | 14. Ali Al Rasikh                                                  |  |  |  |  |  |  |  |  |  |  |  |  |  |  |  |
|  |                                                                    |  |  |  |  |  |  |  |  |  |  |  |  |  |  |  |
|  |                                                                    |  |  |  |  |  |  |  |  |  |  |  |  |  |  |  |
|  | 7. Ilham Al Rasikh                                                 |  |  |  |  |  |  |  |  |  |  |  |  |  |  |  |
|  |                                                                    |  |  |  |  |  |  |  |  |  |  |  |  |  |  |  |
|  |                                                                    |  |  |  |  |  |  |  |  |  |  |  |  |  |  |  |